# Polimenorrea
Per  polimenorrea  in campo medico, si intende un disturbo della mestruazione, dove vi è aumento anomalo della frequenza dell'evento.

## Fattori di rischio
Chi soffre di malattie cardiache congenite ha una maggiore probabilità di incorrere in tale evento.